# Julián Muñoz
Julián Felipe Muñoz Palomo (El Arenal, Àvila, 24 de novembre de 1948 - Marbella, 24 de setembre de 2024) va ser un polític espanyol, conegut per la seva polèmica gestió com a alcalde de Marbella i per haver estat parella sentimental d'Isabel Pantoja.

## Trajectòria política
Afiliat al Partit Socialista Obrer Espanyol (PSOE) abans de l'any 1991, al costat d'Emilio Ureña i Sara Arias, quan va entrar en política acompanyat de Jesús Gil. La seva ocupació i responsabilitat al Grupo Independiente Liberal (GIL) va augmentar amb el pas del temps, després de ser elegit regidor al número sis de la llista electoral el 1991, número tres a les de 1995 i número dos a les de 1999.
El 2002, després de la dimissió de Jesús Gil, arran de la seva implicació en l'anomenat "Caso Camisetas", Muñoz va passar a exercir les funcions d'alcalde de Marbella. Va ser investit definitivament com a alcalde en un ple celebrat el 2 de maig de 2002.
En les eleccions de maig de 2003, i després de la inhabilitació de Jesús Gil ratificada pel Tribunal Suprem, Muñoz es va presentar com a número u i candidat a l'alcaldia pel GIL, va aconseguir la majoria absoluta (15 de 27 membres) amb el 47,09% dels vots i va ser investit alcalde de Marbella per segon cop el 14 de juny. Tanmateix, el 13 d'agost d'aquell mateix any, va perdre l'alcaldia després d'una moció de censura impulsada per un grup de set trànsfugues del GIL que va concloure amb l'elecció de Marisol Yagüe com a nova alcaldessa.

## Cas Malaya
Va ser detingut a juliol de 2006 en la segona fase del cas Malaya, la trama de  corrupció immobiliària i institucional més important fins al moment a Espanya. Durant el temps de presó preventiva, Muñoz va ser condemnat en diversos casos per prevaricació, malversació de fons públics i per prevaricació urbanística relacionada amb la concessió de llicències il·legals durant els governs municipals del Grup Independent Liberal (GIL). Després de complir les tres quartes parts d'aquestes condemnes urbanístiques, i havent rebut abans la llibertat sota fiança en el cas Malaya, Muñoz va sortir de la presó el 17 d'octubre de 2008 després de gairebé 2 anys i mig entre reixes.
El 2013 el van condemnar a set anys i mig de presó i 10 anys d'inhabilitació per càrrecs públics per prevaricació, mentre va ser absolt dels delictes de malversació de cabals públics i el subsidiari o alternatiu de frau.
L'octubre de 2013 va ser condemnat per l'Audiència Provincial de Màlaga a 2 anys de presó i 16 d'inhabilitació per delictes de frau i prevaricació en el marc de l'anomenat Cas Malaya.
Durant el temps que va estar a la presó, va acumular diferents patologies que van redundar en un delicat estat de salut. Va patir una cardiopatia isquèmica-hipertensiva, unida a una diabetis mellitus tipus I i un nombrós quadre d'afeccions, entre les quals una arteriopatia. En els darrers dos anys a la presó es va veure obligat a visitar l'hospital en 29 ocasions. La pròpia sotsdirectora mèdica de la presó va informar que el risc de mort de Muñoz a mitjà termini (entre un i cinc anys) era superior al 50% tot i el tractament i l'assistència mèdica contínua.
A causa del greu deteriorament de la salut li va ser inicialment concedit el règim penitenciari de tercer grau a l'agost de 2015, decisió judicial que va ser posteriorment anul·lada per l'Audiència de Màlaga, en considerar que Muñoz manté «intacta» la «capacitat de delinquir». Dies després, l'Audiència el va eximir d'acudir a totes les sessions del judici per la trama de corrupció «cas Fergocon», en la qual estava imputat, per causa del seu estat físic.
Al 2016 se li va concedir el tercer grau, però al 2018 va haver de tornar a ingressar a la presó. Finalment, l'any 2021 va obtenir la llibertat condicional per patir una malatia greu i incurable.

## Càrrecs exercits
- Alcalde de Marbella (2002-2003)
- Regidor de l'Ajuntament de Marbella (1991-2002)